# Шовкопляс Єлизавета Іванівна
Єлизаве́та Іва́нівна Шовкопля́с (1902 , Протопопівка, Чернігівська губернія  — невідомо ) — українська радянська діячка, інженер-хімік, 3-й секретар Полтавського обкому КП(б)У. Депутат Верховної Ради УРСР 1—3-го скликань.

## Біографія
Народилася 1902 року в родині селянина-наймита в селі Протопопівка Новгород-Сіверського повіту Чернігівської губернії, тепер село Лісне Середино-Будського району Сумської області. З дитячих років працювала наймичкою на тютюнових плантаціях поміщиків та на різних поденних роботах у заможних селян.
У 1926–1929 роках — студентка робітничого факультету. З 1929 по 1934 рік — студентка Московського хіміко-технологічного інституту імені Менделєєва.
Член ВКП(б) з 1929 року.
Після закінчення інституту, з 1934 до липня 1938 року працювала інженером-технологом, заступником головного інженера на спиртовому заводі імені Мікояна в місті Лохвиці на Полтавщині.
У липні 1938–1939 роках — завідувач промислово-транспортного відділу Полтавського обласного комітету КП(б)У.
У 1939 — 16 травня 1941 року — 3-й секретар Полтавського обласного комітету КП(б)У, з 16 травня 1941 до дня евакуації — секретар Полтавського обласного комітету КП(б)У з харчової промисловості.
Під час німецько-радянської війни була евакуйована у східні райони СРСР. У грудні 1941 — серпні 1943 року — секретар Чкаловського обласного комітету ВКП(б) з легкої та харчової промисловості.
У 1943–1952 роках — 3-й секретар Полтавського обласного комітету КП(б)У.
На 1952—1958 роки — заступник голови виконавчого комітету Житомирської обласної ради депутатів трудящих.
На 1960 рік — на пенсії у місті Полтаві.

## Нагороди
- орден Трудового Червоного Прапора (23.01.1948)
- медаль «Партизанові Вітчизняної війни» І ст.
- медаль «За перемогу над Німеччиною у Великій Вітчизняній війні 1941—1945 рр.»
- медаль «За доблесну працю у Великій Вітчизняній війні 1941—1945 рр.»
- медалі
- Почесна грамота Президії Верховної Ради Української РСР (7.03.1960)